# Amargo (bebida)

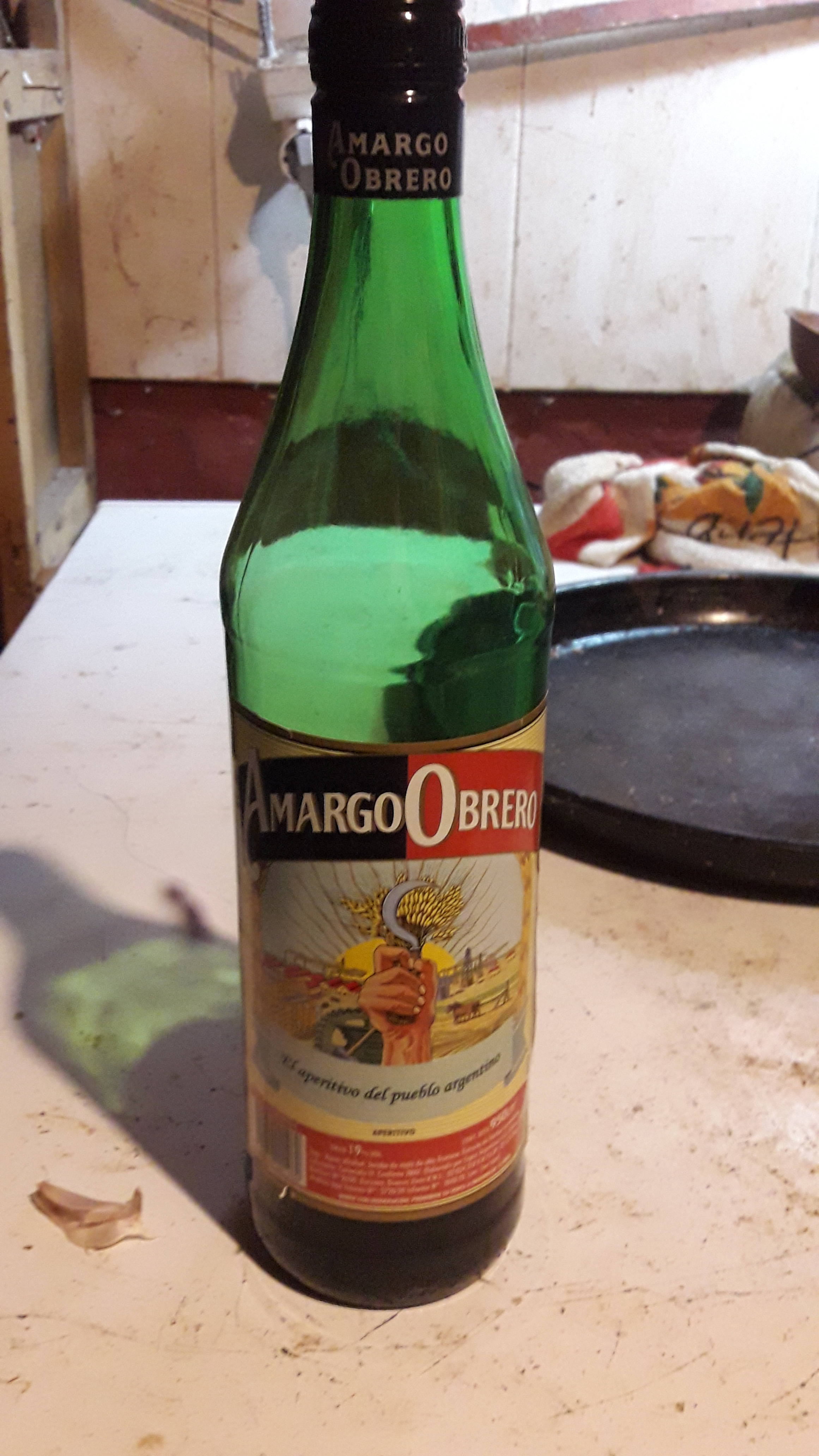
Botella de amargo marca Amargo Obrero

El Código Alimentario Argentino denomina amargo a todo aquella bebida alcohólica cuyo sabor sea predominantemente amargo, lo cual permite incluir dentro de esta categoría al fernet. También permite el uso de "amargo sin alcohol" en caso de que no lo posea. En la práctica, se designa de esta manera a las bebidas a base de hierbas, de sabor muy concentrado. Por esto, es común que se le agregue soda y se adapten los niveles de cada bebida de la mezcla de acuerdo al gusto de quien la prepara.
La producción argentina de aperitivos amargos entre 1992 y 1997, duplicó su volumen de producción, alcanzando 80 millones de litros anuales.